# Hohenfriedbergi csata
A hohenfriedbergi csata (vagy hohenfriedebergi csata) az osztrák örökösödési háború egyik döntő csatája volt. II. Frigyes a csatában megmutatta kivételes vezetői képességeit, egy a sajátjához hasonló méretű hadsereget teljesen szétverve. Ugyanebben az évben Ausztria elismerte Szilézia elvesztését a drezdai békében.

## Előzmények
Az 1741-es mollwitzi csata után Poroszország elfoglalta a Habsburg Birodalom leggazdagabb tartományát, Sziléziát.

Lotaringiai Károly vezetésével egy nagy osztrák-szász hadsereg 1745-ben betört a tartományba, hogy visszaszerezze azt. Frigyes, a porosz király, aki kiváló hadvezér hírében állt, nem sokra tartotta ellenfelét. A csatára készülve azt mondta róla, „Lesz néhány ostoba húzása”.
Az osztrák-szász erőket néhány hete követte Frigyes huszársága, várva a kedvező alkalmat az ellenségre való lesújtásra. Károly nem ismerte fel a veszélyt, gyanútlanul átkelt a rienengebirgei magaslatokon. Frigyes a hegyes területet saját előnyére fordította, tudván, hogy a szász és az osztrák sereg a terep miatt nehezen tudja támogatni egymást.

## A csata

### A két sereg elhelyezkedése
A két tábor egymással szemben, a Striegau (ma Strzegomka) folyó által elválasztva helyezkedett el. A poroszok keleten, Striegau falu mellett táboroztak, míg az osztrák–szász erők a folyó túloldalán, a szászok a bal, az osztrákok a jobb oldalon. Frigyes terve az volt, hogy az éjszaka leple alatt, teljes csendben kivonul táborából, pirkadatkor lerohanja a szász tábort, majd dél felé fordulva felgöngyölíti az osztrák erőket is.

### A porosz kivonulás
Frigyes utasította seregét, hogy teljes csendben hagyja el a tábort és keljen át a Striegau folyón. A hátrahagyottaknak meghagyta, hogy táplálják a tábortüzeket. Menet közben katonáinak a dohányzást is megtiltotta. Az előrenyomulás során azonban számos nehézség érte a poroszokat. A kis hídon, mely a folyón át vezetett nem tudott az egész sereg átkelni. A csapatok feltorlódtak, sokaknak el kellett menniük a folyó felsőbb folyásához, hogy gázlókon át tudjanak kelni rajta. Az előrenyomuló porosz erők találkoztak a szász előőrssel, ami előrébb helyezkedett el, mint ahogy arra számítottak. Az összecsapás túl hamar kezdődött meg, a meglepetés előnye látszólag szertefoszlott.

### A szászok elűzése
A szász elővédek, mely két dombon helyezkedtek el, nem húzták teljesen keresztül Frigyes tervét. Csapatai egyszerűen megkerülték a dombokat, még időben elérve a szászok táborát ahhoz, hogy a meglepetés előnyét érvényesíteni tudják. Hajnali hétkor megkezdődött a csata a szászokkal, melyben az ébredő sereg csúfos és korai vereséget szenvedett és megfutamodott.

### Az osztrákok veresége
Ezután Frigyes és a poroszok dél felé, az osztrák seregrész ellen fordultak. Az osztrákok gyorsan reagáltak, lovasságuk feltartotta a porosz vértesek rohamát, míg a gyalogosok bátran állták a sarat a túlerőben lévő porosz gyalogság gyilkos puskatüzével szemben. A csata tetőpontján lépett akcióba a porosz bayreuthi dragonyosezred. A porosz gyalogság vonalai között előrenyomulva áttörték az osztrák gyalogság első vonalát, majd elfordulva a második vonalat is szétzúzták. Az osztrák sereg összeomlott és menekülni kezdett, osztrák katonák tömegesen adták meg magukat a poroszoknak.

## Következmények
A győzelem biztosította Poroszország uralmát Szilézia felett, ezt Ausztria még ugyanebben az évben a drezdai békében el is ismerte. A tartományért folytatott háborúknak azonban ezzel nem lett vége, egy évtizeddel később a hétéves háborúban ismét fellángolt érte a harc.